# Drávaszabolcs
Drávaszabolcs (in croato Saboč) è un comune dell'Ungheria di 690 abitanti (dati 2008) situato nella contea di Baranya, nella regione Transdanubio Meridionale.